# Oscaruddelingen
 "Oscar" omdirigeres hertil. For andre betydninger af Oscar, se Oscar (flertydig).
Academy Award eller Oscar er en pris, som uddeles af det amerikanske Academy of Motion Picture Arts and Sciences (AMPAS) for at hylde folk i og bag filmindustriens bedste produkter. Den officielle ceremoni, hvorunder priserne uddeles, anses for at være en af de mest betydningsfulde prisuddelinger i verden og transmitteres årligt til mere end 200 lande. Oscaruddelingens opbygning og sceneshow har inspireret Grammy Awards (for musik), Emmy Awards (for fjernsyn) og Tony Awards (for teater).
AMPAS blev oprindeligt udtænkt af Metro-Goldwyn-Mayer-studiechefen Louis B. Mayer som en professionel æresorganisation for at hjælpe med at forbedre filmindustriens omdømme. Selve Oscaren blev senere indviet af Akademiet som en pris "af fortjeneste for en særlig præstation" i industrien.

## Historie
Den første pris blev uddelt den 16. maj 1929 ved en privat brunch på Hollywood Roosevelt Hotel med 270 gæster. En billet til ceremonien kostede $5, omkring 26 danske kr.
15 statuetter blev uddelt og hyldede instruktører, skuespillere og andre inden for filmproduktion for deres arbejde 1927–1928.
Vinderne blev informeret tre måneder tidligere; det ændrede sig ved Academy Awards i 1930. Derefter og i det første årti fik aviser og lignende oplysningerne til offentliggørelse kl. 23 på aftenen for ceremonien. Denne metode blev brugt af Los Angeles Times til at offentliggøre navne på vinderne før ceremonien. Siden har Akademiet brugt en forseglet konvolut med vindernes navne.
For de første seks ceremonier strakte normeringen sig over to kalenderår. Fx hyldede det andet Academy Awards d. 3. april 1930 film udsendt mellem d. 1. august 1928 og 31. juli 1929. Perioden fra 1. januar til 31. december begyndte ved den syvende Academy Awards, der blev afholdt i 1935.
Den første "Best Actor"-pris gik til Emil Jannings for hans præstation i filmen Hans sidste kommando og Al Kødets Gang. Jannings var nødt til at vende tilbage til Europa før ceremonien, så Akademiet gik med til at tildele ham prisen tidligere. Det gør ham til den første Academy Award-vinder i historien.
Vinderne blev æret for alt det arbejde, de havde gjort i året i en bestemt kategori. Fx modtog Emil Jannings en pris for to film, han medvirkede i det år. Siden den 14. uddeling har systemet ændret sig, og de professionelle blev nu hyldet for en særlig præstation i en enkelt film.
Filmen Beau Geste fra 1939 er den eneste film, som har fire Academy Awards vindere for "Best Actor in a Leading Role" (Gary Cooper, Ray Milland, Susan Hayward, Broderick Crawford).
Ved den 29. uddeling den 27. marts 1957 blev Best Foreign Language Film-kategorien introduceret. Indtil da blev udenlandske film æret med en Special Achievement Award.

## Statuetten

### Design
Der har været syv andre priser fra Akademiet ("Irving G. Thalberg Memorial Award", "Jean Hersholt Humanitarian Award", "Gordon E. Sawyer Award", "Scientific and Engineering Award", "Technical Achievement Award", "John A. Bonner Medal of Commendation" og "Student Academy Award"), men den bedst kendte er Academy Award of Merit også kendt som Oscar-statuetten; Lavet af forgyldt britannium på en sort metalbund, 34 cm høj og vejer 3,85 kg og forestiller en ridder i Art deco-stil med et korstogtssværd. Ridderen står på en filmspole med 5 eger repræsenterende de oprindelige grene af Akademiet: skuespillere, forfattere, instruktører, producere og teknikere.
MGMs designinstruktør Cedric Gibbons, et af de oprindelige Academy-medlemmer, fulgte designet af pristrofæet ved at tegne det ned på en skriftrulle.
Da han havde brug for en model til statuetten præsenterede Gibbons kone, Dolores del Río, ham for den mexicanske filminstruktør og skuespiller Emilio "El Indio" Fernández. Fernández var først lidt modvillig, men gik til sidst med til at posere nøgen for det, der er i dag er kendt som "Oscaren". Herefter lavede skulptør George Stanley (som også lavede Muse Fountain ved Hollywood Bowl) en statuette af Gibbons' design i ler og lavede en afstøbning af statuetten i 92.5 procent tin og 7.5 procent kobber, for til sidst at belægge den med guld. Den eneste tilføjelse til Oscaren er, at foden af statuetten er blevet mere strømlinet. Den originale Oscar-form blev støbt i 1928 på C.W. Shumway & Sons Foundry i Batavia i Illinois, som også bidrog til støbningen af formene til Vince Lombardi-trofæet og Emmy Awards statuetter. Siden 1983, er omkring 50 Oscars-statuetter blevet lavet hvert år i Chicago af fabrikanten R.S. Owens & Company.
For at støtte den amerikanske indsats i 2. Verdenskrig blev statuetterne under krigen lavet i gips og ombyttet til guldbelagte Oscars efter krigen.

### Navnet
Der er uenighed om, hvor Oscar-navnet stammer fra.
- En Bette Davisbiografi hævder, at hun opkaldte Oscaren efter sin første mand, kapelmester Harmon Oscar Nelson;[10] og første gang navnet skulle være blevet nævnt, var i magasinet Time Magazines artikel om den 6. Oscaruddeling fra 1934[11] og Bette Davis' modtagelse af prisen i 1936.[12] Walt Disney skulle også have takket Akademiet for sin Oscar i 1932.

- En anden mulighed er oversekretær, Margaret Herrick, der i 1931 sagde, at statuetten mindede hende om hendes "Onkel Oscar" (et kælenavn, som blev brugt om hendes fætter Oscar Pierce).[13] Klummeskriveren Sidney Skolsky hørte, at Herrick kaldte statuetten Oscar og brugte navnet i en overskrift: "Ansatte har hengivent navngivet deres berømte statuette 'Oscar'".[14] Statuetten fik officielt kælenavnet "Oscar" i 1939 af AMPAS.[15]

- Andre steder står, at den norsk-amerikanske Eleanor Lilleberg, Louis B. Mayers privatsekretær sagde, da hun så statuetten første gang: "Den ligner kong Oscar II!".[16] Sidst på dagen skulle hun have spurgt: "Hvad skal vi gøre med Oscar, lægge ham i graven?" og navnet hang ved.

### Ejerskabet af Oscar-statuetterne
Siden 1950 havde hverken vinderne eller deres arvinger lov til at sælge deres statuetter uden først at tilbyde dem til Akademiet for 1 US-dollar. Hvis vinderen ikke går ind på denne betingelse, beholder Akademiet statuetten. Oscar-statuetter, som ikke har været underlagt denne lov, har været solgt ved auktioner og private forhandlinger for sekscifrede beløb.
Mens modtageren ejer Oscaren, er statuetten i bund og grund ikke på det åbne marked. Som det var med tilfældet med Michael Todds barnebarn, der forsøgte at sælge Todds Oscar-statuette, så er der nogle der ikke bryder sig om denne idé. Da Todds barnebarn forsøgte at sælge Todds Oscar-statuette til en filmerchandisesamler, vandt Akademiet en juridisk kamp og fik den. Selv om salg og handel af Oscar-statuetter har været gennemført, er der sælgere, der har returneret statuetterne til Akademiet, der har dem i sikker varetægt.

## Nominering
Siden 2004 er de nominerede til Academy Award blevet offentliggjort i slutningen af januar, hvor navnene før 2004 blev offentliggjort først i februar.

### Vælgere
Academy of Motion Picture Arts and Sciences (AMPAS), har i 2007 et medlemstal på 5.835.
Et Academy-medlemskab gælder i forskellige dele inden for filmproduktion: Skuespillere udgør den største del med 1.311 medlemmer (eller 22 %) af Akademiets medlemmer. Stemmerne er optalt af revisionsfirmaet PricewaterhouseCoopers og dets underafdeling Price Waterhouse gennem de sidste 74 årlige uddelinger.

## Academy Award of Merit

### Priser
De nedenstående uddeles nu.
| - Bedste film (Academy Award for Best Picture) – uddelt siden 1928 - Bedste instruktør (Academy Award for Best Directing) – uddelt siden 1928 - Bedste mandlige hovedrolle (Academy Award for Best Leading Actor) – uddelt siden 1928 - Bedste kvindelige hovedrolle (Academy Award for Best Leading Actress) – uddelt siden 1928 - Bedste mandlige birolle (Academy Award for Best Supporting Actor) – uddelt siden 1936 - Bedste kvindelige birolle (Academy Award for Best Supporting Actress) – uddelt siden 1936 - Bedste fremmedsprogede film (Academy Award for Best Foreign Language Film) – uddelt siden 1947 - Bedste kortfilm (Academy Award for Live Action Short Film) - Bedste animationsfilm (Academy Award for Best Animated Feature) – uddelt siden 2001 - Bedste korte animationsfilm (Academy Award for Animated Short Film) – uddelt siden 1931 - Bedste dokumentar (Academy Award for Documentary Feature) - Bedste korte dokumentar (Academy Award for Documentary Short Subject) | - Bedste originale manuskript (Academy Award for Writing Original Screenplay) – uddelt siden 1940 - Bedste filmatisering (Academy Award for Writing Adapted Screenplay) – uddelt siden 1928 - Bedste fotografering (Academy Award for Best Cinematography) – uddelt siden 1928 - Bedste klipning (Academy Award for Film Editing) – uddelt siden 1935 - Bedste sang (Academy Award for Best Original Song) – uddelt siden 1934 - Bedste musik (Academy Award for Original Music Score) – uddelt siden 1934 - Bedste lyd (Academy Award for Best Sound Mixing) – uddelt siden 1930 - Bedste lydredigering (Academy Award for Sound Effects Editing) – uddelt siden 1963 - Bedste visuelle effekter (Academy Award for Visual Effects) – uddelt siden 1939 - Bedste scenografi (Academy Award for Best Art Direction) – uddelt siden 1928 - Bedste kostumer (Academy Award for Best Costume Design) – uddelt siden 1948 - Bedste makeup (Academy Award for Makeup and Hairstyling) – uddelt siden 1981 |

I de første år af uddelingerne var "Bedste instruktør"-kategorien delt op i drama og komedie. Til tider var "Bedste underlægningsmusik" også delt i drama og komedie/musical. Fra 1930'erne til 1960'erne var "Bedste scenografi", "Bedste fotografering" og "Bedste kostumer" ligeledes også delt op sort-hvid og farvefilm.

### Tidligere priser
| - Bedste assisterende instruktør: 1933 til 1937 - Bedste danseinstruktion: 1935 til 1937 - Bedste tekniske effekter: kun i 1928 - Bedste originale musical- eller komedieunderlægningsmusik: 1995 til 1999 - Bedste originale historie: 1928 til 1956 - Bedste underlægsningsmusik - Bearbejdelse eller behandling: 1962 til 1969; 1973 | - Bedste kortfilm - i farver: 1936 og 1937 - Bedste kortfilm - Live action - 2 spoler: 1936 til 1956 - Bedste kortfilm - nyhed: 1932 til 1935 - Oscar for bedste mellemtekst: kun i 1928 - Bedste unikke og kunstneriske kvalitet af filmproduktion: kun i 1928 |

## Danske Oscarvindere
Elleve gange har en dansk film været nomineret til en Oscar for bedste udenlandske film. Danske film har været nomineret for bedste kortfilm i 1996, 1997 - med to film, 1998, 1999, 2002, 2006, 2007, 2008, 2009 og 2013, bedste dokumentar i 1956 og 2013, bedste korte dokumentar (i 1960) og bedste korte animationsfilm i 1967, 1978, 1985 og 1998.
- Ni danske film har vundet en Oscar:
  - 1985 – Bedste korte animationsfilm: Anna & Bella skabt af Børge Ring.
  - 1987 – Bedste udenlandske film: Babettes Gæstebud instrueret af Gabriel Axel.
  - 1988 – Bedste udenlandske film: Pelle erobreren instrueret af Bille August.
  - 1998 – Bedste kortfilm: Valgaften instrueret af Anders Thomas Jensen og produceret af Kim Magnusson og Tivi Magnusson.
  - 2002 – Bedste kortfilm: Der er en yndig mand instrueret af Martin Strange-Hansen og produceret af Mie Andreasen
  - 2009 – Bedste kortfilm: The New Tenants instrueret af Joachim Back. Den var baseret på den danske kortfilm De nye lejere fra 1996.
  - 2010 – Bedste udenlandske film: Hævnen instrueret af Susanne Bier.
  - 2013 – Bedste kortfilm: Helium instrueret af Anders Walter og produceret af Kim Magnusson
  - 2021 – Bedste udenlandske film: Druk instrueret af Thomas Vinterberg.

- Dansk Oscar-vinder for ikke-dansk film:
  - 1975 - Ulla-Britt Söderlund for kostumerne til Stanley Kubricks "Barry Lyndon"
  - 2021 - Mikkel E.G. Nielsen for bedste klipning af filmen Sound of Metal

- Dansk-amerikanere, der har vundet en Oscar:
  - 1931 – Bedste scenografi: Max Rée for scenografien til filmen Cimarron
  - 1936 – Bedste kvindelige birolle: Gale Sondergaard for rollen som Faith Paleologue i Anthony Adverse
  - 1940 – Æresoscar: Jean Hersholt
  - 1950 – Æresoscar: Jean Hersholt
  - 1955 – Bedste scenografi: Tambi Larsen for Den tatoverede rose

Ud over de kunstneriske priser har flere danskere vundet priser inden for det tekniske område.
Til Oscaruddelingen 2015 modtog Ken Museth en pris for OpenVDB, et værktøj der anvendes i computerbaseret animation.
Tidligere havde Henrik Wann Jensen modtaget en teknisk Oscar for subsurface scattering.

## Film der har vundet flest Oscars
1. Titanic (1997) – 11 Oscars (ud af 14 nomineringer)
2. Ben-Hur (1959) – 11 Oscars (ud af 12 nomineringer)
3. Ringenes Herre - Kongen vender tilbage (2003) – 11 Oscars (ud af 11 nomineringer)
4. West Side Story (1961) – 10 Oscars (ud af 11 nomineringer)
5. Den engelske patient (1996) – 9 Oscars (ud af 12 nomineringer)
6. Gigi (1958) – 9 Oscars (ud af 9 nomineringer)
7. Den sidste kejser (1987) – 9 Oscars (ud af 9 nomineringer)
8. Borte med blæsten (1939) – 8 Oscars (ud af 13 nomineringer)
9. Herfra til evigheden (1953) – 8 Oscars (ud af 13 nomineringer)
10. I storbyens havn (1954) – 8 Oscars (ud af 12 nomineringer)
11. My Fair Lady (1964) – 8 Oscars (ud af 12 nomineringer)
12. Gandhi (1982) – 8 Oscars (ud af 11 nomineringer)
13. Amadeus (1984) – 8 Oscars (ud af 11 nomineringer)
14. Cabaret (1972) – 8 Oscars (ud af 10 nomineringer)
15. Slumdog Millionaire (2008) – 8 Oscars (ud af 10 nomineringer)
16. Oppenheimer (2023) - 7 Oscars (ud af 13 nomineringer)
17. Shakespeare in Love (1998) – 7 Oscars (ud af 13 nomineringer)
18. Danser med ulve (1990) – 7 Oscars (ud af 12 nomineringer)
19. Schindlers liste (1993) – 7 Oscars (ud af 12 nomineringer)
20. Mit Afrika (1985) – 7 Oscars (ud af 11 nomineringer)
21. Everything Everywhere All at Once (2023) – 7 Oscars (ud af 11 nomineringer)
22. Går du min vej? (1944) – 7 Oscars (ud af 10 nomineringer)
23. Lawrence af Arabien (1962) – 7 Oscars (ud af 10 nomineringer)
24. Patton (1970) – 7 Oscars (ud af 10 nomineringer)
25. Sidste stik (1973) – 7 Oscars (ud af 10 nomineringer)
26. Gravity (2013) – 7 Oscars (ud af 10 nomineringer)
27. De bedste år (1946) – 7 Oscars (ud af 8 nomineringer)
28. Broen over floden Kwai (1957) – 7 Oscars (ud af 8 nomineringer)
29. Alt om Eva (1950) – 6 Oscars (ud af 14 nomineringer)
30. La La Land (2016) – 6 Oscars (ud af 14 nomineringer)
31. Forrest Gump (1994) – 6 Oscars (ud af 13 nomineringer)
32. Chicago (2002) – 6 Oscars (ud af 13 nomineringer)
33. Mrs. Miniver (1942) – 6 Oscars (ud af 12 nomineringer)
34. The Godfather Part II (1974) – 6 Oscars (ud af 11 nomineringer)
35. Star Wars Episode IV: Et nyt håb (1977) – 6 Oscars (ud af 10 nomineringer)
36. En plads i solen (1951) – 6 Oscars (ud af 9 nomineringer)
37. The Hurt Locker (2009) – 6 Oscars (ud af 9 nomineringer)
38. En Amerikaner i Paris (1951) – 6 Oscars (ud af 8 nomineringer)
39. Mand til alle tider (1966) – 6 Oscars (ud af 8 nomineringer)
40. Mary Poppins (1964) – 5 Oscars (ud af 13 nomineringer)
41. Hvem er bange for Virginia Woolf? (1966) – 5 Oscars (ud af 13 nomineringer)
42. Gladiator (2000) – 5 Oscars (ud af 12 nomineringer)
43. Oliver! (1968) – 5 Oscars (ud af 11 nomineringer)
44. Tid til kærtegn (1983) – 5 Oscars (ud af 11 nomineringer)
45. Saving Private Ryan (1998) – 5 Oscars (ud af 11 nomineringer)
46. The Aviator (2004) – 5 Oscars (ud af 11 nomineringer)
47. Hugo (2011) – 5 Oscars (ud af 11 nomineringer)
48. Grøn var min barndoms dal (1941) – 5 Oscars (ud af 10 nomineringer)
49. Wilson (1944) – 5 Oscars (ud af 10 nomineringer)
50. Nøglen under måtten (1960) – 5 Oscars (ud af 10 nomineringer)
51. The Sound of Music (1965) – 5 Oscars (ud af 10 nomineringer)
52. Doktor Zivago (1965) – 5 Oscars (ud af 10 nomineringer)
53. Braveheart (1995) – 5 Oscars (ud af 10 nomineringer)
54. The Artist (2011) – 5 Oscars (ud af 10 nomineringer)
55. Kongen og jeg (1956) – 5 Oscars (ud af 9 nomineringer)
56. Gøgereden (1975) – 5 Oscars (ud af 9 nomineringer)
57. Deer Hunter (1978) – 5 Oscars (ud af 9 nomineringer)
58. Kramer mod Kramer (1979) – 5 Oscars (ud af 9 nomineringer)
59. Jorden rundt i 80 dage (1956) – 5 Oscars (ud af 8 nomineringer)
60. The French Connection (1971) – 5 Oscars (ud af 8 nomineringer)
61. American Beauty (1999) – 5 Oscars (ud af 8 nomineringer)
62. I nattens hede (1967) – 5 Oscars (ud af 7 nomineringer)
63. Ondskabens øjne (1991) – 5 Oscars (ud af 7 nomineringer)
64. Illusionernes by (1952) – 5 Oscars (ud af 6 nomineringer)
65. Det hændte en nat (1934) – 5 Oscars (ud af 5 nomineringer)
66. Ringenes Herre - Eventyret om Ringen (2001) – 4 Oscars (ud af 13 nomineringer)
67. Sangen om Bernadette (1943) – 4 Oscars (ud af 12 nomineringer)
68. Omstigning til Paradis (1951) – 4 Oscars (ud af 12 nomineringer)
69. Kongens store tale (2010) – 4 Oscars (ud af 12 nomineringer)
70. Parasite (2020) - 4 Oscars.

## Oscar-uddelinger år for år
|     | Dato              | Filmår    | Værter                                                                           | Bedste film                                     |
| 1.  | 16. maj 1929      | 1927–1928 | Douglas Fairbanks & William C. deMille                                           | Wings                                           |
| 2.  | 3. april 1930     | 1928–1929 | William C. deMille                                                               | The Broadway Melody                             |
| 3.  | 5. november 1930  | 1929–1930 | Conrad Nagel                                                                     | Intet nyt fra vestfronten                       |
| 4.  | 10. november 1931 | 1930–1931 | Lawrence Grant                                                                   | Cimarron                                        |
| 5.  | 18. november 1932 | 1931–1932 | Conrad Nagel                                                                     | Grand Hotel                                     |
| 6.  | 16. marts 1934    | 1932–1933 | Will Rogers                                                                      | Cavalcade                                       |
| 7.  | 27. februar 1935  | 1934      | Irvin S. Cobb                                                                    | Det hændte en nat                               |
| 8.  | 5. marts 1936     | 1935      | Frank Capra                                                                      | Mytteri på Bounty                               |
| 9.  | 4. marts 1937     | 1936      | George Jessel                                                                    | Revykongen Ziegfeld                             |
| 10. | 10. marts 1938    | 1937      | Bob Burns                                                                        | Emile Zola's liv                                |
| 11. | 23. februar 1939  | 1938      | Frank Capra                                                                      | Du kan ikke tage det med dig                    |
| 12. | 29. februar 1940  | 1939      | Bob Hope                                                                         | Borte med blæsten                               |
| 13. | 27. februar 1941  | 1940      | Walter Wanger                                                                    | Rebecca                                         |
| 14. | 26. februar 1942  | 1941      | Bob Hope                                                                         | Grøn var min barndoms dal                       |
| 15. | 4. marts 1943     | 1942      | Bob Hope                                                                         | Mrs. Miniver                                    |
| 16. | 2. marts 1944     | 1943      | Jack Benny                                                                       | Casablanca                                      |
| 17. | 15. marts 1945    | 1944      | Bob Hope & John Cromwell                                                         | Går du min vej?                                 |
| 18. | 7. marts 1946     | 1945      | Bob Hope & James Stewart                                                         | Forspildte dage                                 |
| 19. | 13. marts 1947    | 1946      | Jack Benny                                                                       | De bedste år                                    |
| 20. | 20. marts 1948    | 1947      | (ingen)                                                                          | Mand og mand imellem                            |
| 21. | 24. marts 1949    | 1948      | Robert Montgomery                                                                | Hamlet                                          |
| 22. | 23. marts 1950    | 1949      | Paul Douglas                                                                     | Alle kongens mænd                               |
| 23. | 23. marts 1951    | 1950      | Fred Astaire                                                                     | Alt om Eva                                      |
| 24. | 20. marts 1952    | 1951      | Danny Kaye                                                                       | En Amerikaner i Paris                           |
| 25. | 19. marts 1953    | 1952      | Bob Hope & Conrad Nagel                                                          | Verden største show                             |
| 26. | 25. marts 1954    | 1953      | Donald O'Connor & Fredric March                                                  | Herfra til evigheden                            |
| 27. | 30. marts 1955    | 1954      | Bob Hope & Thelma Ritter                                                         | I storbyens havn                                |
| 28. | 21. marts 1956    | 1955      | Jerry Lewis, Claudette Colbert & Joseph L. Mankiewicz                            | Marty                                           |
| 29. | 27. marts 1957    | 1956      | Jerry Lewis & Celeste Holm                                                       | Jorden rundt i 80 dage                          |
| 30. | 26. marts 1958    | 1957      | Bob Hope, David Niven, James Stewart, Jack Lemmon, Rosalind Russell & Anders And | Broen over floden Kwai                          |
| 31. | 6. april 1959     | 1958      | Bob Hope, David Niven, Tony Randall, Mort Sahl, Laurence Olivier & Jerry Lewis   | Gigi                                            |
| 32. | 4. april 1960     | 1959      | Bob Hope                                                                         | Ben-Hur                                         |
| 33. | 17. april 1961    | 1960      | Bob Hope                                                                         | Nøglen under måtten                             |
| 34. | 9. april 1962     | 1961      | Bob Hope                                                                         | West Side Story                                 |
| 35. | 8. april 1963     | 1962      | Frank Sinatra                                                                    | Lawrence af Arabien                             |
| 36. | 13. april 1964    | 1963      | Jack Lemmon                                                                      | Tom Jones                                       |
| 37. | 5. april 1965     | 1964      | Bob Hope                                                                         | My Fair Lady                                    |
| 38. | 18. april 1966    | 1965      | Bob Hope                                                                         | The Sound of Music                              |
| 39. | 10. april 1967    | 1966      | Bob Hope                                                                         | Mand til alle tider                             |
| 40. | 10. april 1968    | 1967      | Bob Hope                                                                         | I nattens hede                                  |
| 41. | 14. april 1969    | 1968      | (ingen)                                                                          | Oliver!                                         |
| 42. | 7. april 1970     | 1969      | (ingen)                                                                          | Midnight Cowboy                                 |
| 43. | 15. april 1971    | 1970      | (ingen)                                                                          | Patton                                          |
| 44. | 10. april 1972    | 1971      | Helen Hayes, Alan King, Sammy Davis Jr. & Jack Lemmon                            | The French Connection                           |
| 45. | 27. april 1973    | 1972      | Carol Burnett, Michael Caine, Charlton Heston & Rock Hudson                      | Godfather                                       |
| 46. | 2. april 1974     | 1973      | John Huston, Burt Reynolds, David Niven & Diana Ross                             | Sidste stik                                     |
| 47. | 8. april 1975     | 1974      | Sammy Davis Jr., Bob Hope, Shirley MacLaine & Frank Sinatra                      | Godfather II                                    |
| 48. | 29. marts 1976    | 1975      | Goldie Hawn, Gene Kelly, Robert Shaw, Walter Matthau & George Segal              | Gøgereden                                       |
| 49. | 28. marts 1977    | 1976      | Warren Beatty, Ellen Burstyn, Jane Fonda & Richard Pryor                         | Rocky                                           |
| 50. | 3. april 1978     | 1977      | Bob Hope                                                                         | Mig og Annie                                    |
| 51. | 9. april 1979     | 1978      | Johnny Carson                                                                    | The Deer Hunter                                 |
| 52. | 14. april 1980    | 1979      | Johnny Carson                                                                    | Kramer mod Kramer                               |
| 53. | 31. marts 1981    | 1980      | Johnny Carson                                                                    | En ganske almindelig familie                    |
| 54. | 29. marts 1982    | 1981      | Johnny Carson                                                                    | Viljen til sejr                                 |
| 55. | 11. april 1983    | 1982      | Liza Minnelli, Dudley Moore, Richard Pryor & Walter Matthau                      | Gandhi                                          |
| 56. | 9. april 1984     | 1983      | James L. Brooks                                                                  | Tid til kærtegn                                 |
| 57. | 25. marts 1985    | 1984      | Jack Lemmon                                                                      | Amadeus                                         |
| 58. | 24. marts 1986    | 1985      | Alan Alda, Jane Fonda & Robin Williams                                           | Mit Afrika                                      |
| 59. | 31. marts 1987    | 1986      | Chevy Chase, Goldie Hawn & Paul Hogan                                            | Platoon                                         |
| 60. | 11. april 1988    | 1987      | Chevy Chase                                                                      | Den sidste kejser                               |
| 61. | 29. marts 1989    | 1988      | (ingen)                                                                          | Rain Man                                        |
| 62. | 26. marts 1990    | 1989      | Billy Crystal                                                                    | Driving Miss Daisy                              |
| 63. | 25. marts 1991    | 1990      | Billy Crystal                                                                    | Danser med ulve                                 |
| 64. | 30. marts 1992    | 1991      | Billy Crystal                                                                    | Ondskabens øjne                                 |
| 65. | 29. marts 1993    | 1992      | Billy Crystal                                                                    | De nådesløse                                    |
| 66. | 21. marts 1994    | 1993      | Whoopi Goldberg                                                                  | Schindlers liste                                |
| 67. | 27. marts 1995    | 1994      | David Letterman                                                                  | Forrest Gump                                    |
| 68. | 25. marts 1996    | 1995      | Whoopi Goldberg                                                                  | Braveheart                                      |
| 69. | 24. marts 1997    | 1996      | Billy Crystal                                                                    | Den engelske patient                            |
| 70. | 23. marts 1998    | 1997      | Billy Crystal                                                                    | Titanic                                         |
| 71. | 21. marts 1999    | 1998      | Whoopi Goldberg                                                                  | Shakespeare in Love                             |
| 72. | 26. marts 2000    | 1999      | Billy Crystal                                                                    | American Beauty                                 |
| 73. | 25. marts 2001    | 2000      | Steve Martin                                                                     | Gladiator                                       |
| 74. | 24. marts 2002    | 2001      | Whoopi Goldberg                                                                  | Et smukt sind                                   |
| 75. | 23. marts 2003    | 2002      | Steve Martin                                                                     | Chicago                                         |
| 76. | 29. februar 2004  | 2003      | Billy Crystal                                                                    | Ringenes Herre: Kongen vender tilbage           |
| 77. | 27. februar 2005  | 2004      | Chris Rock                                                                       | Million Dollar Baby                             |
| 78. | 5. marts 2006     | 2005      | Jon Stewart                                                                      | Crash                                           |
| 79. | 25. februar 2007  | 2006      | Ellen DeGeneres                                                                  | The Departed                                    |
| 80. | 24. februar 2008  | 2007      | Jon Stewart                                                                      | No Country for Old Men                          |
| 81. | 22. februar 2009  | 2008      | Hugh Jackman                                                                     | Slumdog Millionaire                             |
| 82. | 7. marts 2010     | 2009      | Steve Martin og Alec Baldwin                                                     | The Hurt Locker                                 |
| 83. | 27. februar 2011  | 2010      | James Franco og Anne Hathaway                                                    | Kongens store tale                              |
| 84. | 26. februar 2012  | 2011      | Billy Crystal                                                                    | The Artist                                      |
| 85. | 24. februar 2013  | 2012      | Seth MacFarlane                                                                  | Operation Argo                                  |
| 86. | 2. marts 2014     | 2013      | Ellen DeGeneres                                                                  | 12 Years a Slave                                |
| 87. | 22. februar 2015  | 2014      | Neil Patrick Harris                                                              | Birdman (or The Unexpected Virtue of Ignorance) |
| 88. | 28. februar 2016  | 2015      | Chris Rock                                                                       | Spotlight                                       |
| 89. | 26. februar 2017  | 2016      | Jimmy Kimmel                                                                     | Moonlight                                       |
| 90. | 4. Marts 2018     | 2017      | Jimmy Kimmel                                                                     | The Shape Of Water                              |
| 91. | 24. februar 2019  | 2018      | (ingen)                                                                          | Green book                                      |
| 92. | 9. februar 2020   | 2019      | (ingen)                                                                          | Parasite                                        |
| 93. | 25. april 2021    | 2020      | (ingen)                                                                          | Nomadland                                       |
| 94. | 28. marts 2022    | 2021      | Wanda Sykes, Amy Schumer & Regina Hall                                           | CODA                                            |
| 95. | 12. marts 2023    | 2022      | Jimmy Kimmel                                                                     | Everything Everywhere All at Once               |
| 96. | 10. marts 2024    | 2023      | Jimmy Kimmel                                                                     | Oppenheimer                                     |